# Most w Kamieniu
Most Edwarda Wojtasa w Kamieniu – most drogowy na 333 kilometrze Wisły w ciągu drogi wojewódzkiej nr 747 pomiędzy miejscowościami Kamień w województwie lubelskim i Solec nad Wisłą w województwie mazowieckim. Most łączy Lubelszczyznę z województwami mazowieckim i świętokrzyskim oraz drogę ekspresową S19 w województwie lubelskim z drogą krajową DK9 w mazowieckim.
Prace budowlane rozpoczęte 5 października 2012 roku trwały do 22 czerwca 2015 roku. Symboliczne wmurowanie kamienia węgielnego odbyło się 6 lutego 2013 roku. Od zakończenia odbiorów technicznych w dniu 17 sierpnia 2015 roku most pozostawał zamknięty w związku z budową drogi dojazdowej po stronie mazowieckiej. Ostatecznie most oddano do ruchu 17 października 2015 roku.

## Most z 1939 roku
Oddany do użytku 5 lipca 1939 roku, jako jeden z 8 półstałych mostów operacyjnych wybudowanych na zlecenie Ministerstwa Spraw Wojskowych przez Ministerstwo Komunikacji. Lokalizacja przeprawy została wskazana przez Sztab Główny. Most miał 1096 m długości, składał się z czterech przęseł żeglownych zbudowanych z blachownic o długości 34 m oraz 60 przęseł ze stalowych dwuteowych belek o długości 16 m. Na tej konstrukcji spoczywały belki poprzeczne i drewniany pomost. Most był dwukierunkowy - jezdnia miała 6 m szerokości, chodniki po 0,5 m. Oficjalego otwarcia dnia 10 lipca 1939 roku w obecności harcerzy i licznie zgromadzonej społeczności lokalnej dokonał Minister Komunikacji Juliusz Ulrych. Od 4 września 1939 roku most wchodził w skład południowego odcinka obronnego – Opole Lubelskie. W wyniku walk prowadzonych z Niemcami na zachodnim przedmościu, został wysadzony 11 września 1939 roku przez wycofujące się Wojsko Polskie.

## Nowy most z 2015 roku
Most o stalowej konstrukcji skrzyniowej z 10 przęsłami ma 1026,6 m długości i 19,94 m szerokości. Prowadzą przez niego dwa pasy ruchu o szerokości 3,5 metra każdy, dwa pasy awaryjne po 2,5 m, ścieżka rowerowa o szerokości 4 metrów i 1,5-metrowy chodnik dla pieszych.
Koszt budowy mostu wraz z budową dróg dojazdowych oszacowany na 236,16 mln zł, został sfinansowany przez województwo lubelskie (66,16 mln zł), województwo mazowieckie (50 mln zł) oraz Europejski Fundusz Rozwoju Regionalnego (120 mln zł).

### Historia budowy
Odbudowę mostu planowano od zakończenia II wojny światowej. Ze względu, iż przeprawa była uważana za ważny element z punktu widzenia doktryny wojskowej Układu Warszawskiego, przyczółki mostowe zostały przejęte przez wojsko i w ramach ćwiczeń były wykorzystywane do stawiania mostu pontonowego. W latach 80. XX wieku wstawiono betonowe konstrukcje pod filary mostu, jednak nie zostały one wykorzystane. Do idei odbudowy mostu powrócono dopiero w pierwszej dekadzie XXI wieku w wyniku porozumienia samorządu województwa lubelskiego z samorządem województwa mazowieckiego.

### Przetarg
Przetarg na budowę w wyniku podjętych prac projektowych i uzyskaniu pozwolenia na budowę został ogłoszony w dniu 8 marca 2012 roku. Dnia 11 maja 2012 roku spośród 12 złożonych, wybrana została opiewająca na 209,6 mln zł brutto oferta firmy Energopol Szczecin S.A. z partnerami „Gotowski” BKiP Sp. z o.o. z Bydgoszczy i Mostmar S.A. z Zarzecza. Z powodu oprotestowania postępowania, ostateczne rozstrzygnięcie przetargu nastąpiło w sierpniu 2012 roku. Roboty budowlane rozpoczęto we wrześniu, a prace ziemnie ruszyły 12 grudnia 2012 roku. Budowę zakończono 22 czerwca 2015 roku. Most w Kamieniu oddano do ruchu 17 października 2015 roku, a oficjalne otwarcie miało miejsce 14 listopada 2015 roku.

## Najbliższe mosty naWiśle
- Most Ignacego Mościckiego na drodze wojewódzkiej nr 874 w Puławach - 38,5 km w dół rzeki
- Most Jana Pawła II[19] na drodze ekspresowej S12 w Puławach - 41,2 km w dół rzeki
- Most w Annopolu na drodze krajowej DK74 - 34,6 km w górę rzeki